# Mlázovy
Mlázovy (dříve Mlázov) jsou malá vesnice, část městyse Kolinec v okrese Klatovy v Plzeňském kraji. Nachází se asi 2,5 kilometru severozápadně od Kolince. Mlázovy jsou název katastrálního území o rozloze 3,47 km².

## Historie
První písemná zmínka o vesnici pochází z roku 1360. Historie je spjatá s panským sídlem, které zde bylo založeno právě v polovině 14. století. Později v polovině 16. století, byl o kus dál postaven dnešní zámek nejprve v renesančním stylu a později přestavěn barokně. Již v době založení tvrze, před rokem 1384 byl založen kostel svatého Jana Křtitele, který v historii sloužil i jako zámecká kaple. V druhé polovině 18. století zde byly čtyři rybníky, z nichž se dochovaly jen dva menší, na západním a východním okraji obce. Zbylé dva větší se nacházely na jižním okraji obce a zasahovaly louky kolem dnešního Boříkovského potoka. Větší sahal od hráze Malého rybníka až po silnici vedoucí do Jindřichovic, menší na něj navazoval na západě. Kolem roku 1870 zde žilo 297 obyvatel české národnosti. Při kostele svatého Jana Křtitele se nacházela fara, dále zde byla základní škola, pivovar, lihovar a pod hrází Malého rybníka stál mlýn (ten byl stržen na přelomu 80. a 90. let 20. století). Roku 1890 se zvedl počet obyvatel na 332.

## Popis
Mlázovy se rozkládají podél silnice spojující Mochtín a Kolinec a mají tak podlouhlý charakter s orientací západ-východ. Prochází jimi několik asfaltových cest – od západu ta hlavní od Mochtína vedoucí přes Těšetiny, Hradiště a Boříkovy; a dále jiná ze Sluhova. Na západním okraji se též připojuje asfaltová cesta jdoucí z jihu od Jindřichovic. Na západním okraji vede jedna asfaltka do Vlčkovic a druhá do Kolince. Ves je zasazena na jižní úpatí kopců dosahujících 600 metrů nad mořem, obehnána je loukami a lesy (pouze na východě sousedí s poli), na jihu protéká Boříkovský potok, který se na jihovýchodním okraji vsi vlévá do Malého rybníka.
V západní části vsi se nachází objekt bývalého zemědělského družstva a před ním zámecký areál. Ten zahrnuje dvorec hospodářských budov, penzionu a vlastního zámku Mlázovy. Na jihu přiléhá zámecká zahrada. Za zámkem je ještě gotický kostel svatého Jana Křtitele, dostupný ze strany od silnice. Před zámkem u silnice se nachází sloup se sochou svatého Jana Nepomuckého. Směrem na východ je vlevo u silnice malá vodní nádrž a za ní na východ hospoda. 
Zhruba v polovině je rozcestí a vesnická zástavba se zde vyvíjí i severním směrem. Hodně domů je ale rozeseto podél hlavní cesty. Na jihovýchodním okraji obce je hasičská zbrojnice, hřiště a hřbitov s kapličkou zasazenou ve zdi. Na jižní straně silnice proti hřbitovu je pak rybník Malý, nazývaný též Malý u Mlázov. Ve vsi a kolem v okolí je kolem cest umístěno několik převážně kovových křížů na kamenných podstavcích.
Mlázovy prochází několik cyklostezek a je zde autobusová zastávka Kolinec, Mlázovy.

## Obyvatelstvo
| Rok            | 1869 | 1880 | 1890 | 1900 | 1910 | 1921 | 1930 | 1950 | 1961 | 1970 | 1980 | 1991 | 2001 | 2011 | 2021 |
| -------------- | ---- | ---- | ---- | ---- | ---- | ---- | ---- | ---- | ---- | ---- | ---- | ---- | ---- | ---- | ---- |
| Počet obyvatel | 373  | 360  | 337  | 318  | 339  | 339  | 305  | 206  | 155  | 134  | 86   | 63   | 51   | 62   | 87   |
| Počet domů     | 39   | 46   | 41   | 47   | 47   | 47   | 46   | 52   | 43   | 39   | 30   | 35   | 38   | 39   | 42   |

## Obecní správa
Při sčítání lidu v letech 1850–1976 Mlázovy byly samostatnou obcí, se kterým patřily nejprve do okresu Klatovy, ale v roce 1950 v okrese Sušice a od roku 1960 opět v okrese Klatovy. Od 30. dubna 1976 jsou částí městyse Kolinec v okrese Klatovy. V letech 1850–1920 k obci patřily Vlčkovice a v letech 1850–1920 a od 26. listopadu 1971 do 29. dubna 1976 také Lukoviště.

## Pamětihodnosti
V katastru Mlázov se podle památkového katalogu České republiky nalézají čtyři památkově chráněné objekty. Jedná se o kostel svatého Jana Křtitele, zámek Mlázovy, hřbitovní kapli a sochu svatého Jana Nepomuckého.
V případě kostela svatého Jana Křtitele se jedná o raně gotickou stavbu z první poloviny 14. století, částečně přestavěnou v době baroka ve století 18. Jednolodní chrám s kněžištěm na pětibokém půdorysu je gotický, v baroku došlo pouze k zarovnání gotické klenby v hlavní lodi a k rozšíření oken.
Na mlázovském hřbitově se nachází kenotaf podplukovníka Josefa Simeta z Boříkovů, který byl příslušníkem 311. československé bombardovací perutě. Za druhé světové války působil ve Skotsku na letecké základně Tain. Zemřel 13. dubna 1945 ve věku 31 let při startu letadla. Je pohřben na hřbitově Saint Duthus v Tainu.

## Významní rodáci
- Václav Kohout (*1915) se narodil v Mlázovech 8. října 1915 do rolnické rodiny. V letech 1956 až 1978 působil v Trenčianských Teplicích jako houslař a opravář nástrojů[21] a poté pokračoval v Sušici. Do roku 1989 vyrobil kolem 230 houslí a 20 viol.[22]

## Odraz v kultuře
Mlázovy se inspiroval spisovatel Karel Matěj Čapek-Chod, který je zasadil do dějů svých děl: povídky Berane buc a hry Begův samokres. V Mlázovech totiž žila matka a sestra spisovatele, ke kterým Karel Matěj často jezdil.
V letech 1994, 1997, 2004 a 2006 se v městysi Kolinec, pod kterou Mlázovy spadají, objevovaly obrazce v obilí, z nichž jeden se v roce 1997 objevil přímo na východní hranici katastru Mlázovy pod Kolineckou hůrkou.

## Galerie

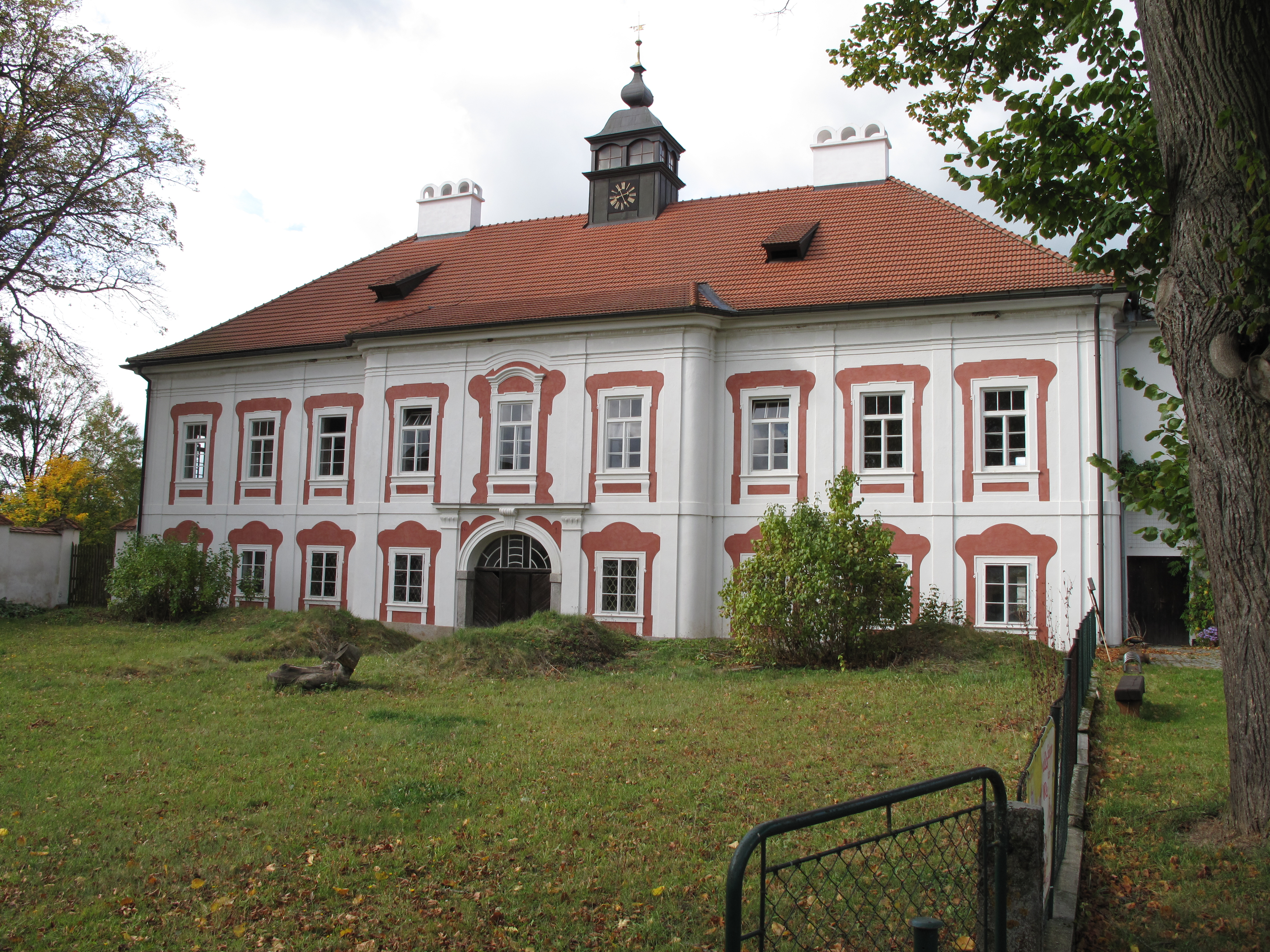
Zámek
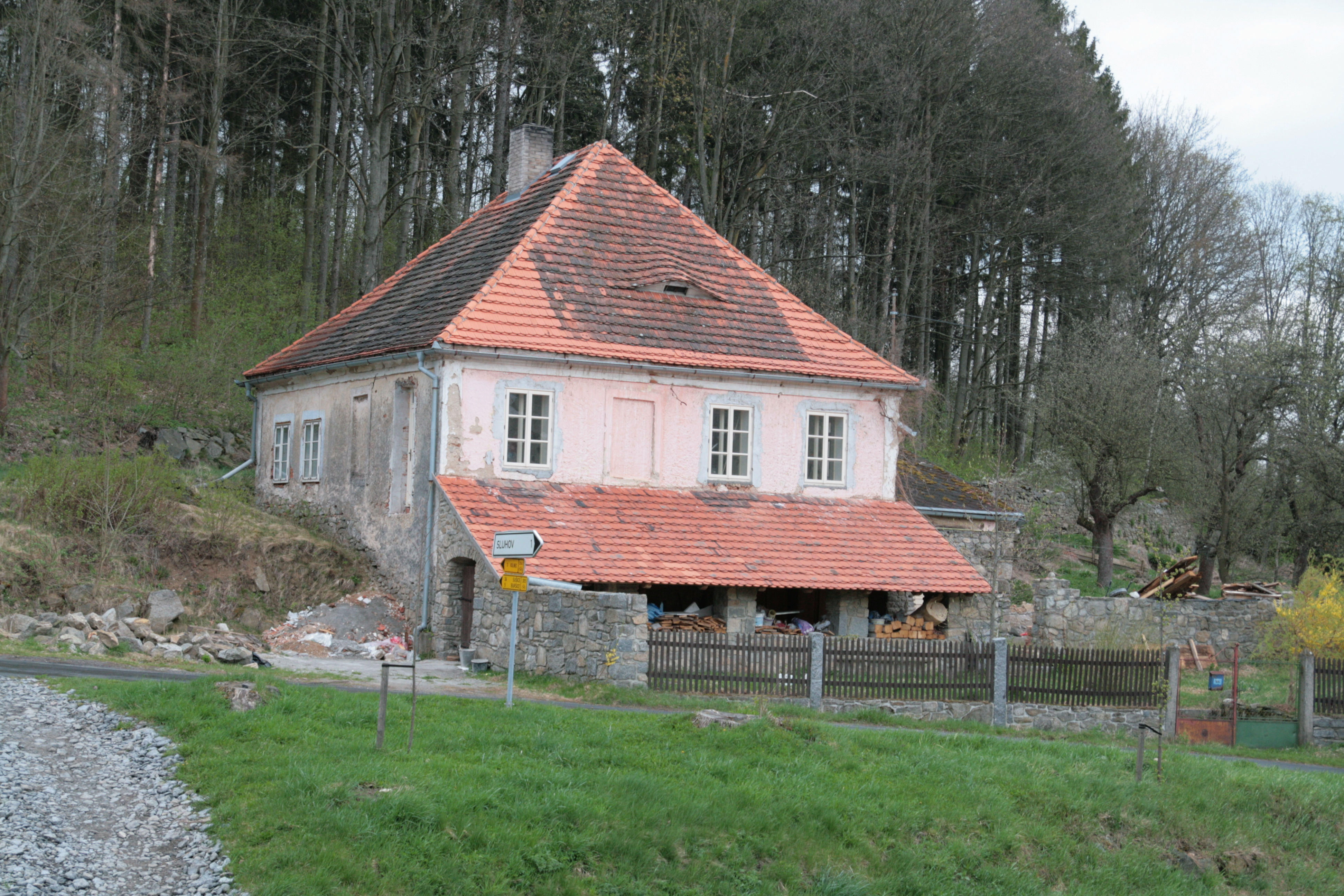
Dům
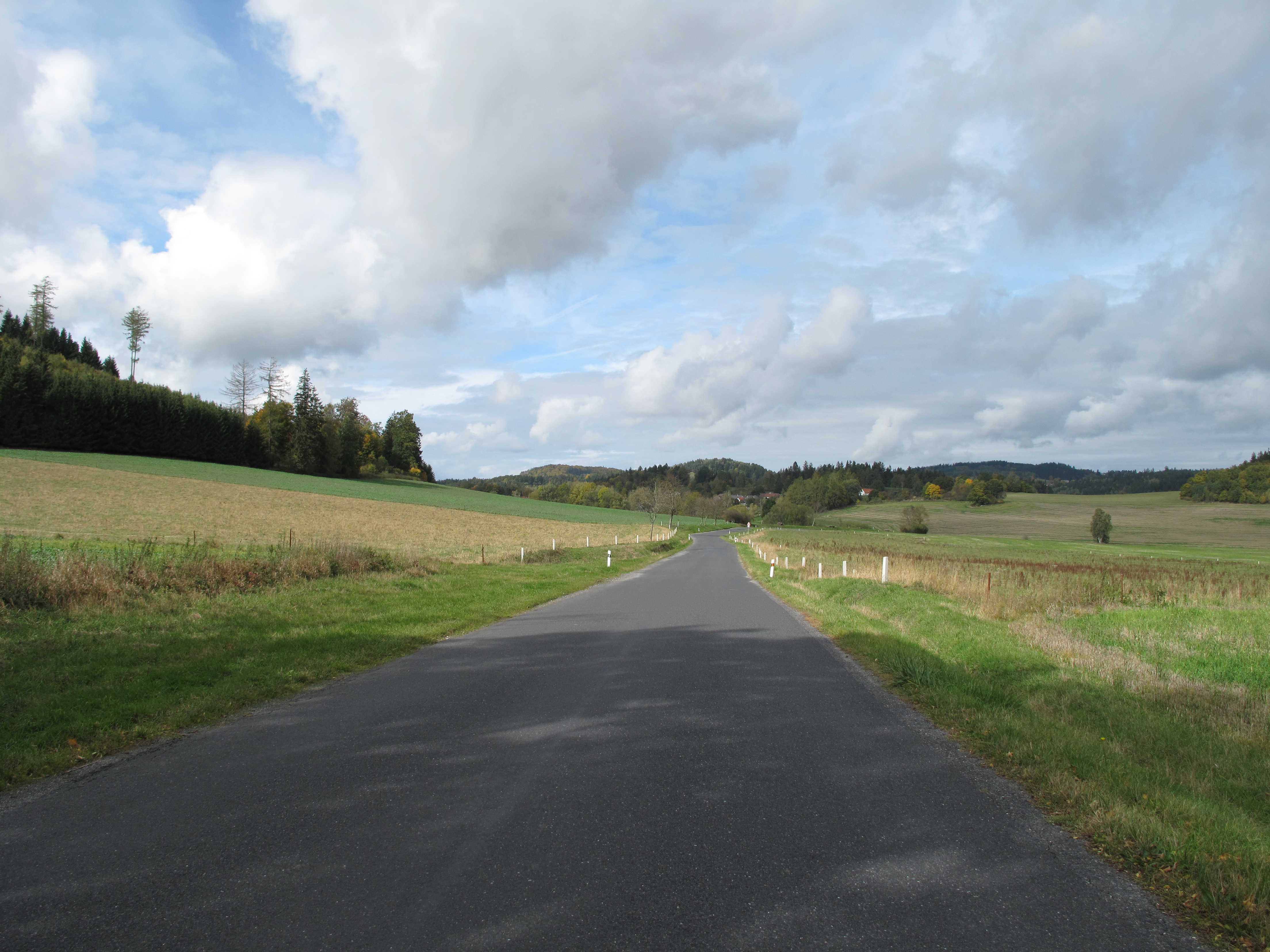
Okolní krajina
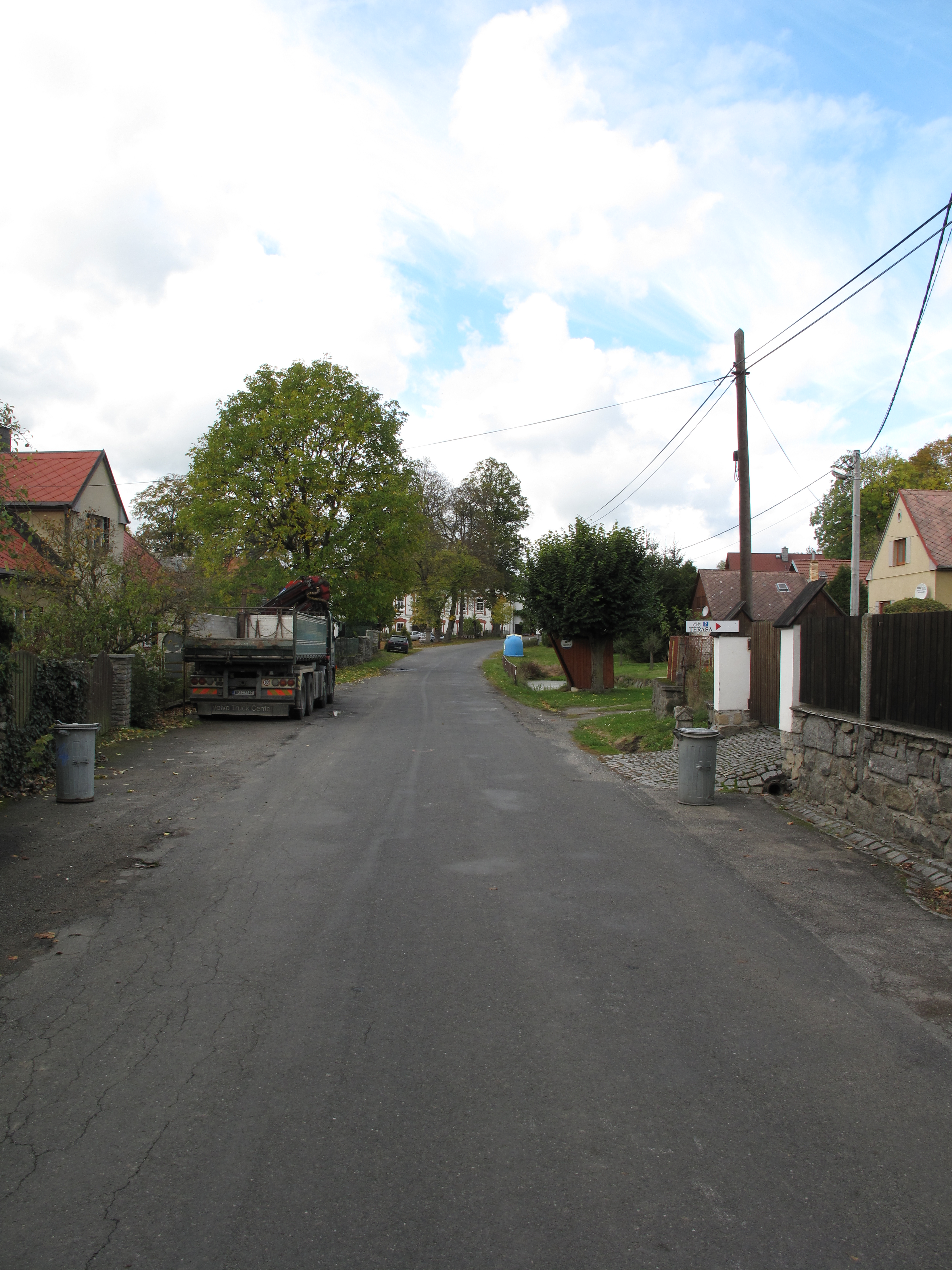
Cesta vsí